# Manfred Magnus
Manfred Magnus (* 4. Oktober 1939 in Salzburg) ist ein ehemaliger österreichischer Motorradrennfahrer und fünffacher österreichischer Motorrad-Staatsmeister.

## Leben
Schon als kleiner Bub nahm Manfred Magnus an Seifenkistenrennen auf der Autobahn am Walserberg und bei Maria Plain teil. Mit 15 erhielt er sein erstes Moped bei der Salzburger Firma Frey, die damals schon eine Puch-Vertretung in Salzburg hatte. Dieses Moped, ein Puch-Moped, war der Stolz von Manfred und, nach seiner Aussage, das schnellste in der Stadt Salzburg. Mit 16 trat er dann bereits zur Führerscheinprüfung an und nahm in der Niederösterreich bei der Sollböck-Bergwertungsfahrt 1956 mit einer KTM-Tarzan teil. Er errang dabei eine Goldmedaille. Schon 1957 begann er richtig Rennen zu fahren. beim Zeller Eisrennen wurde er Zweiter in der 125-cm³-Klasse Skijöring hinter Paul Schwarz, Salzburg, und Erwin Lechner (alle drei auf KTM). Es folgten ein dritter Platz beim Flugplatzrennen in Zeltweg, Steiermark in der 125-cm³-Klasse und ein zweiter Platz in der 175-cm³-Klasse.
1958 begann er mit dem Eisrennen in Thiersee, Nordtirol, wo er in der 125-cm³-Klasse Zweiter hinter dem Tiroler Franz Albert wurde; bereits im 175-cm³-Rennen am selben Tag besiegte er dann aber Albert und ging als Erster über die Ziellinie.
Bedingt durch sein Studium in Deutschland sah man Manfred Magnus erst wieder ab 1961 auf Rennstrecken. Beim Großen Preis von Österreich beim 1. Mai Rennen werde er auf seiner neu erworbenen Paton 125 bester Österreicher. Das Jahr 1961 beendete er dann bereits mit seinem ersten Staatsmeistertitel in der 125-cm³-Klasse und löste damit den langjährigen Staatsmeister Erwin Lechner ab. Es folgten noch 1963, 1964 und 1965 Staatsmeistertitel in derselben Klasse (1962 wurde kein Staatsmeistertitel vergeben). 1970 gewann er dann abermals den Staatsmeistertitel, jedoch in der 350-cm³-Klasse.
Bei Rekordversuchsfahrten 1963 auf der Autobahn Salzburg-Süd bei Grödig/Anif fuhr Manfred Magnus den fliegenden Kilometer auf einer 250-cm³-Werks-Honda in 16,42 Sekunden / 219 km/h, ein Rekord für die Klassen 125, 250 und 350 cm³, die noch heute gelten.

## Seine Rennfahrer-Erfolge
| Jahr | Marke                           | Rennen                                            | Platzierung | Anm.                               | Int. | Nat. |
| ---- | ------------------------------- | ------------------------------------------------- | ----------- | ---------------------------------- | ---- | ---- |
| 1956 | KTM-Tarzan                      | Sollböck-Bergwertung                              | Gold        | 125 cm³                            |      |      |
| 1957 | MV-Agusta-KTM-Werksrennmaschine | Int. Motorrad- und Auto-Eisrennen Zell am See     | 3.          | 125 cm³                            |      |      |
|      | MV-Agusta-KTM-Werksrennmaschine | Skijöring Eisrennen Zell am See                   | 2.          | 125 cm³                            |      |      |
|      | MV-Agusta-KTM-Werksrennmaschine | Eisrennen Zell am See                             | 4.          | 175 cm³                            |      |      |
|      | MV-Agusta-KTM-Werksrennmaschine | Flugplatzrennen Zeltweg                           | 3.          | 125 cm³                            |      |      |
|      | MV-Agusta-KTM-Werksrennmaschine | Flugplatzrennen Zeltweg                           | 2.          | 175 cm³                            |      |      |
|      | MV-Agusta-KTM-Werksrennmaschine | Flugplatzrennen Zeltweg                           | 4.          | 250 cm³                            |      |      |
|      | MV-Agusta-KTM-Werksrennmaschine | Wurzenpass-Bergrennen                             | 2.          | 125 cm³                            |      |      |
| 1958 | Mondial                         | Int. Thiersee Skijöring, Tirol                    | 1.          | 125 cm³                            |      |      |
|      | Mondial                         | Int. Thiersee Eisrennen, Tirol                    | 2.          | 125 cm³                            |      |      |
|      | KTM-Werksgeländemaschine        | Eisenstädter Bergprüfung                          | Gold        | 125 cm³                            |      |      |
|      | KTM-Werksmotocrossmaschine      | Moto Cross Linz                                   | 2.          | 125 cm³                            |      |      |
|      | KTM-Werksgeländemaschine        | Sollböck-Bergwertung                              | Gold        | 125 cm³                            |      |      |
| 1960 | Paton                           | Flugplatzrennen Zeltweg                           | 3.          | 125 cm³                            |      |      |
|      | Paton                           | Rundstreckenrennen Laa an der Thaya               | 2.          | 125 cm³                            |      |      |
| 1961 | Paton                           | Platschbergrennen                                 | 2.          | 125 cm³                            |      |      |
|      | Paton                           | Bergrennen Schauinsland, Freiburg, Deutschland    | 4.          | 125 cm³                            |      |      |
|      | Paton                           | Rundstreckenrennen Laa an der Thaya               | 1.          | 125 cm³                            |      |      |
|      | Paton                           | Rundstreckenrennen Laa an der Thaya               | 4.          | 250 cm³                            |      |      |
|      | Paton                           | Gschaidersattel-Bergrennen                        | 4.          | 125 cm³                            |      |      |
|      | Paton                           | Laxenburger Schlossparkrennen                     | 4.          | 125 cm³                            |      |      |
| 1962 | Paton                           | Platschbergrennen                                 | 1.          | 125 cm³                            |      |      |
|      | Paton                           | Bourg-en-Bresse, Frankreich                       | 4.          | 125 cm³                            |      |      |
|      | Paton                           | Rundstreckenrennen St. Pölten                     | 1.          | 125 cm³                            |      |      |
|      | Paton                           | GP von Albi, Frankreich                           | 3.          | 125 cm³                            |      |      |
|      | Paton                           | Rundstreckenrennen Frohburg, DDR                  | 5.          | 125 cm³                            |      |      |
|      | Paton                           | Rundstreckenrennen Dresden, DDR                   | 6.          | 125 cm³                            |      |      |
| 1963 | Honda CR 93                     | Bergrennen Deutschlandsberg                       | 1.          | 125 cm³                            |      |      |
|      | Honda CR 93                     | Nürburgring, Deutschland                          | 7.          | 125 cm³                            |      |      |
|      | Honda CR 93                     | GP von Österreich, Salzburg                       | 8.          | 125 cm³                            |      |      |
|      | Honda CR 93                     | Platschbergrennen                                 | 1.          | 125 cm³                            |      |      |
|      | Ducati                          | Platschbergrennen                                 | 1.          | 175 cm³                            |      |      |
|      | Honda CR 93                     | Bergrennen Schauinsland, Freiburg, Deutschland    | 3.          | 125 cm³                            |      |      |
|      | Honda CR 93                     | GP von Deutschland, Hockenheimring, WM-Lauf       | 10.         | 125 cm³, WM                        |      |      |
|      | Honda CR 93                     | Rundstreckenrennen Skofja Loka, Jugoslawien       | 1.          | 125 cm³                            |      |      |
|      | Honda CR 93                     | Rundstreckenrennen Skofja Loka, Jugoslawien       | 1.          | 175 cm³                            |      |      |
|      | Honda CR 93                     | GP von Albi, Frankreich                           | 3.          | 125 cm³                            |      |      |
|      | Honda CR 93                     | GP von Valladolid, Spanien                        | 3.          | 125 cm³                            |      |      |
|      | Honda CR 93                     | Rundstreckenrennen Jerez de la Frontera, Spanien  | 3.          | 125 cm³                            |      |      |
|      | Honda CR 93                     | Laxenburger Schlossparkrennen                     | 3.          | 125 cm³                            |      |      |
| 1964 | Honda CR 93                     | Cervia, Italien                                   | 6.          | 125 cm³                            |      |      |
|      | Honda CR 93                     | Nürburgring, Deutschland                          | 5.          | 125 cm³                            |      |      |
|      | Honda CR 93                     | GP von Österreich, Salzburg                       | 5.          | 125 cm³                            |      |      |
|      | Honda CR 93                     | GP von Frankreich, Clermont-Ferrand, WM-Lauf      | 9.          | 125 cm³, WM                        |      |      |
|      | Honda CR 93                     | Rundstreckenrennen Skofja Loka, Jugoslawien       | 2.          | 125 cm³                            |      |      |
|      | Honda CR 93                     | Bergrennen Koralpe                                | 3.          | 125 cm³                            |      |      |
|      | Honda CR 93                     | GP von Budapest, Ungarn                           | 2.          | 125 cm³                            |      |      |
|      | Honda CR 93                     | Bergrennen Braunsberg                             | 1.          | 125 cm³                            |      |      |
| 1965 | Honda CR 93                     | GP von Stockholm, Schweden                        | 1.          | 125 cm³                            |      |      |
|      | Honda CR 93                     | Rundstreckenrennen Jicin, CSSR                    | 2.          | 125 cm³                            |      |      |
|      | Honda CR 93                     | Bergrennen Mont Ventoux, Frankreich               | 1.          | 125 cm³                            |      |      |
|      | Honda CR 93                     | Bergrennen Alpl                                   | 2.          | 125 cm³                            |      |      |
|      | Honda CR 93                     | Bergrennen Ollon Villars, Schweiz                 | 4.          | 125 cm³                            |      |      |
|      | Honda CR 93                     | Bergrennen Schauinsland, Freiburg, Deutschland    | 2.          | 125 cm³                            |      |      |
|      | Honda CR 93                     | Bergrennen Wiener Höhenstraße                     | 2.          | 125 cm³                            |      |      |
|      | Honda CR 93                     | GP der Tschechoslowakei, Brünn, WM-Lauf           | 10.         | 125 cm³, WM                        |      |      |
|      | Honda CR 93                     | Snetterton, Großbritannien                        | 6.          | 125 cm³                            |      |      |
|      | Honda CR 93                     | Pistany, CSSR                                     | 6.          | 125 cm³                            |      |      |
| 1966 | Bultaco                         | Bergrennen Braunsberg                             | 2.          | 250 cm³                            |      |      |
|      | Honda CR 93                     | Großer Bergpreis von Österreich, Gaisbergrennen   | 2.          | 125 cm³                            |      |      |
|      | Bultaco                         | Sonntagsberg                                      | 4.          | 350 cm³                            |      |      |
| 1967 | Puch-Werksrennmaschine          | Bergrennen Walding-Gramastetten                   | 3.          | 125 cm³                            |      |      |
|      | Puch-Werksrennmaschine          | Stainzer Bergrennen                               | 4.          | 125 cm³                            |      |      |
|      | Puch-Werksrennmaschine          | Großer Bergpreis von Österreich, Gaisbergrennen   | 4.          | 125 cm³                            |      |      |
| 1968 | Puch-Werksrennmaschine          | Bergrennen Dobratsch                              | 2.          | 125 cm³                            |      |      |
|      | Puch-Werksrennmaschine          | Bergrennen Koralpe                                | 2.          | 125 cm³                            |      |      |
|      | Puch-Werksrennmaschine          | Bergrennen Bichlbach-Berwang                      | 1.          | 125 cm³                            |      |      |
|      | Puch-Werksrennmaschine          | Bergrennen Reinischkogel                          | 2.          | 125 cm³                            |      |      |
|      | Puch-Werksrennmaschine          | Bergrennen Gresten                                | 1.          | 125 cm³                            |      |      |
|      | Puch-Werksrennmaschine          | Bergrennen Walding-Gramastetten                   | 1.          | 125 cm³                            |      |      |
|      | Puch-Werksrennmaschine          | Bergrennen Gmundnerberg                           | 1.          | 125 cm³                            |      |      |
|      | Puch-Werksrennmaschine          | Großer Bergpreis von Österreich, Gaisbergrennen   | 1.          | 125 cm³                            |      |      |
|      | Puch-Werksrennmaschine          | Bergrennen Behamberg Steyr                        | 1.          | 125 cm³                            |      |      |
|      | Puch-Werksrennmaschine          | Bergrennen Aldrans                                | 1.          | 125 cm³                            |      |      |
|      | Puch-Werksrennmaschine          | Bergrennen Bad Mühllacken                         | 4.          | 125 cm³                            |      |      |
|      | Puch-Werksrennmaschine          | Bergrennen Dopplerhütte                           | 2.          | 125 cm³                            |      |      |
|      | Puch-Werksrennmaschine          | Rundstreckenrennen Zistersdorf                    | 4.          | 125 cm³                            |      |      |
|      | Puch-Werksrennmaschine          | Flugplatzrennen Langenlebarn                      | 5.          | 125 cm³                            |      |      |
|      | Puch-Werksrennmaschine          | Bergrennen Tauplitz                               | 4.          | 125 cm³                            |      |      |
| 1969 | Yamaha TR2                      | Großer Bergpreis von Österreich, Gaisbergrennen   | 2.          | 350 cm³                            |      |      |
|      | Yamaha TR2                      | Rundstreckenrennen „Festspielpreis“, Salzburgring | 4.          | 350 cm³                            |      |      |
|      | Yamaha TR2                      | Flugplatzrennen Innsbruck                         | 1           | 350 cm³, Schnellster aller Klassen |      |      |
|      | Yamaha TR2                      | Rundstreckenrennen Salzburgring                   | 2.          | 350 cm³                            |      |      |
|      | Yamaha TR2                      | Bergrennen Walding-Gramastetten                   | 1.          | 350 cm³, Schnellster aller Klassen |      |      |
| 1970 | Yamaha TR2                      | Bergrennen Bad Mühllacken                         | 1.          | 350 cm³                            |      |      |
|      | Yamaha TR2                      | Bergrennen Weerberg                               | 1.          | 350 cm³                            |      |      |
|      | Yamaha TR2                      | GP von Österreich, Salzburgring                   | 4.          | 350 cm³                            |      |      |
|      | Yamaha TR2                      | Bergrennen Alpl                                   | 2.          | 350 cm³                            |      |      |
|      | Yamaha TR2                      | Bergrennen Behamberg                              | 3.          | 350 cm³                            |      |      |
|      | Yamaha TR2                      | Rundstreckenrennen Salzburgring                   | 2.          | 350 cm³                            |      |      |
|      | Yamaha TR2                      | Rundstreckenrennen Schwanenstadt                  | 4.          | 350 cm³                            |      |      |